# RT-11
RT-11 („RT“ für Real Time) ist ein kleines Einzelbenutzer-Echtzeitbetriebssystem für die Digital Equipment Corporation PDP-11-Familie von 16-Bit-Computern. RT-11 wurde erstmals im Jahre 1970 implementiert und konnte für Echtzeit-Systeme, Prozesssteuerung und Datenerfassung in der gesamten Baureihe der PDP-11-Computer eingesetzt werden.

## Klone in der USSR
Einige Klone von RT-11 entstanden in der USSR:
- RAFOS  (РАФОС) – SM EVM
- FOBOS (ФОБОС) – Elektronika 60
- FODOS (ФОДОС)
- RUDOS (РУДОС)
- OS DVK (ОС ДВК) – DVK
- OS BK-11 (ОС БК-11) – Elektronika BK
- MASTER-11 (МАСТЕР-11) – DVK
- NEMIGA OS (НЕМИГА) – Nemiga PK 588